# Keke Rosberg
Keijo Erik „Keke“ Rosberg [ˈkɛkɛ ˈruːsbærj]  (* 6. Dezember 1948 in Solna, Schweden) ist ein finnischer Unternehmer und TV-Kommentator sowie ehemaliger Automobilrennfahrer. Er startete zwischen 1978 und 1986 in der höchsten Motorsportklasse Formel 1 und wurde dort 1982 Weltmeister.

## Fahrerkarriere
Keke Rosberg kam als ältestes von drei Kindern des Tierarztes Lars Erik Rosberg und dessen Frau, Lea Aino Marjatta Rosberg, geborene Lautala, in Schweden zur Welt. Seine Kindheit verbrachte er in Oulu in Nordfinnland sowie in Iisalmi. Er begeisterte sich schon früh für den Rennsport, da seine Eltern Rallyes fuhren. Ursprünglich hatte er beabsichtigt, Zahnarzt zu werden. Ab 1965 nahm Rosberg an Automobilrennen teil. Im Jahr 1973 gewann er die Gesamtwertung der Formel V. Über diverse Nachwuchsformeln schaffte er 1978 schließlich relativ spät den Sprung in die Formel 1, wo er bis 1986 blieb, bevor er sich anderen Rennsportserien wie der DTM zuwandte.

### Formel 1

#### Theodore, ATS und Wolf

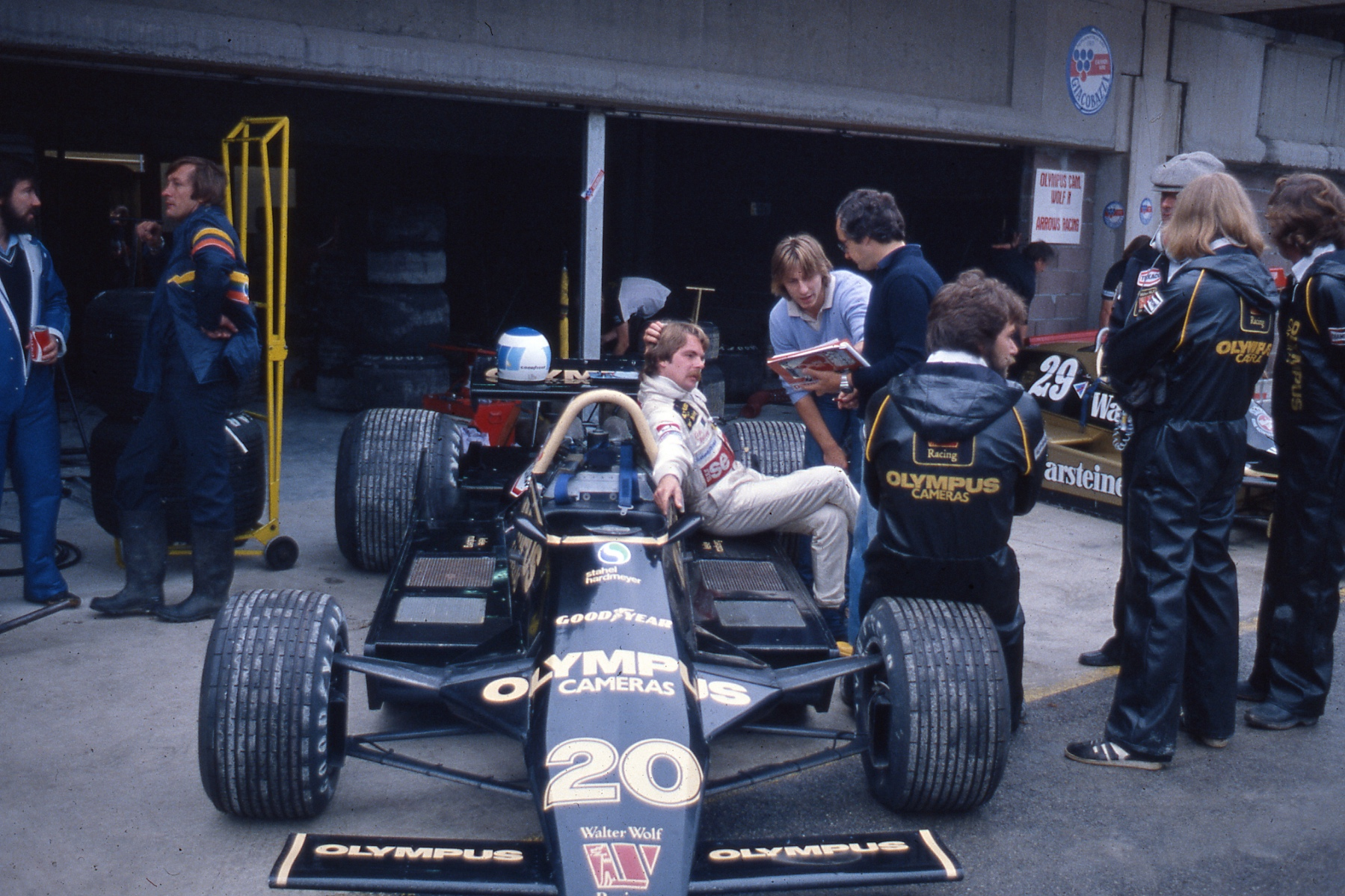
Rosberg 1979 in Imola

Rosberg startete in seiner ersten Saison 1978 für zwei verschiedene Teams. Zunächst fuhr er für das Theodore-Team fünf Rennen, bevor er für drei Läufe beim deutschen Unternehmer Günter Schmid und dessen ATS-Team anheuerte. Danach wechselte er zurück zu Theodore, wo mit Fahrzeugen von Walter Wolf Racing bei vier Rennen ohne Erfolg antrat. Für die letzten beiden WM-Läufe kehrte Rosberg wiederum zu ATS zurück, blieb jedoch auch dort erfolglos. Als Werksfahrer für Walter Wolf Racing bestritt er die folgende Saison 1979. Nach zwei Jahren und 16 Grand Prix stand für Rosberg nicht ein einziges Punkteresultat zu Buche.

#### Fittipaldi
Als Wolf im Winter 1979/80 den Rennbetrieb einstellte, übernahm das mit brasilianischer Lizenz fahrende Team Fittipaldi Automotive Wolfs Autos und die technische Ausrüstung. In diesem Zusammenhang kam auch Rosberg von Wolf zu Fittipaldi, wo er für die Saison 1980 ein Cockpit als Nummer-2-Fahrer neben dem Teamchef Emerson Fittipaldi erhielt. Beim ersten Saisonrennen in Argentinien kam Rosberg im Fittipaldi F7 als Dritter ins Ziel und erreichte damit nicht nur seine erste Podiumsplatzierung in der Formel 1, sondern auch das bis dahin zweitbeste Ergebnis des Fittipaldi-Teams. Zusammen mit dem fünften Platz in Italien im Fittipaldi F8 erzielte Rosberg 1980 sechs Weltmeisterschaftspunkte und schloss die Saison auf Rang 10 der Fahrerwertung ab. Emerson Fittipaldi wurde 15. und beendete mit Ablauf dieser Saison seine aktive Rennfahrerkarriere in der Formel 1. 1981 blieb Rosberg bei Fittipaldi und nahm nun die Rolle des Nummer-1-Fahrers ein; an seiner Seite startete der brasilianische Debütant Chico Serra. In diesem Jahr fuhr Rosberg mit dem aktuellen Fittipaldi F8C keine Weltmeisterschaftspunkte ein. Er kam insgesamt nur dreimal ins Ziel und verpasste fünfmal die Qualifikation. Mit Ablauf der Saison 1981 endete Rosbergs Verbindung zu Fittipaldi. Rosberg bot sich für die Saison 1982 bei Osella an, wurde allerdings vom französischen Sponsor des Teams nicht akzeptiert.

#### Williams

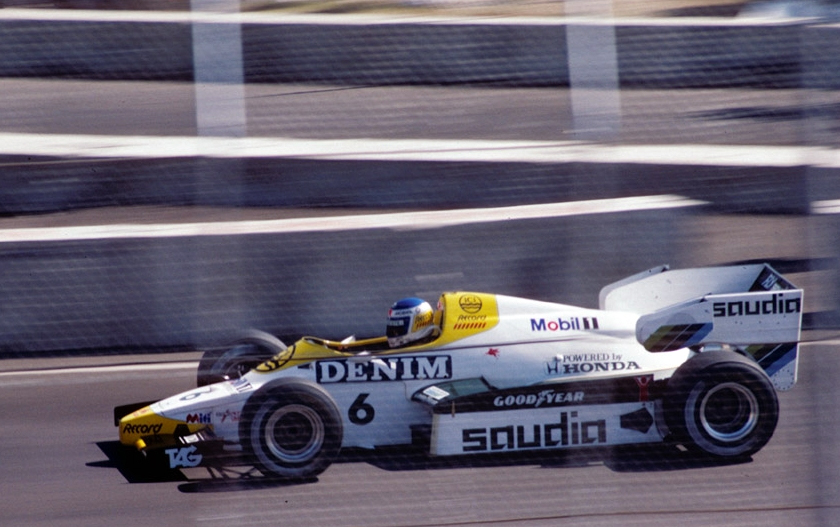
Rosberg im Williams FW09 beim Grand Prix in Dallas 1984

Nachdem Ex-Weltmeister Alan Jones Ende der Saison 1981 seinen Rücktritt bei Williams erklärt hatte, wurde Rosberg kurzfristig und gewissermaßen als „Notnagel“ von Frank Williams ins Team geholt. Er sollte dort den Argentinier Carlos Reutemann bei der Jagd nach dem Titel unterstützen. Als jedoch auch Reutemann nach zwei Rennen der neuen Saison plötzlich keine Lust mehr aufs Rennfahren verspürte, stand Rosberg unverhofft im Rampenlicht. Er rechtfertigte das Vertrauen und wurde 1982 mit nur einem einzigen Sieg aus 16 Rennen Weltmeister. Mit dieser Leistung egalisierte er den Rekord von Mike Hawthorn aus dem Jahr 1958, der bis heute steht.
In den Folgejahren blieb Rosberg dem Williams-Team treu und gewann weitere Große Preise. 1985 war der Honda-betriebene Turbomotor ab Saisonmitte überall konkurrenzfähig; Rosberg gewann zwei Große Preise und wurde noch einmal WM-Dritter, bevor er für 1986 bei McLaren-TAG-Porsche neben Weltmeister Alain Prost anheuerte.

#### McLaren

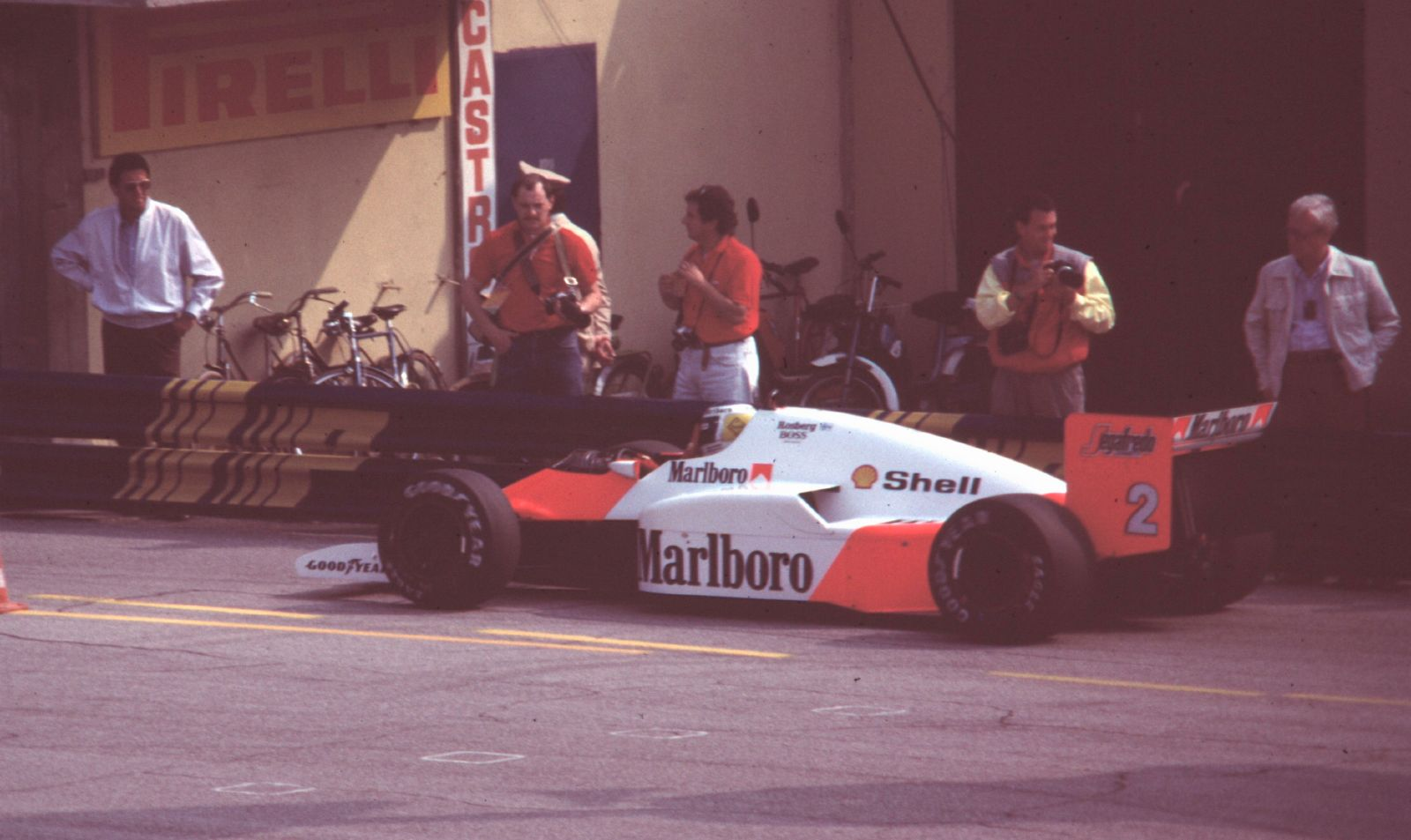
Rosberg im McLaren MP4/2C beim Großen Preis von Italien 1986

In seiner letzten Saison schaffte er einen zweiten Platz in Monaco und gab nach einer Pole-Position beim Großen Preis von Deutschland seinen Rücktritt aus der Formel 1 bekannt. Bei seinem letzten Rennen, dem Großen Preis von Australien, schied er nach einem Reifenschaden in Führung liegend aus und verhalf so seinem Teamkollegen Prost zum Weltmeistertitel. Insgesamt absolvierte Rosberg 114 Grand Prix, von denen er fünf gewann.

### DTM
Der Finne blieb dem Rennsport als Promoter und Manager treu, bis er 1990 als Pilot zurückkehrte. 1990 und 1991 startete er in der Sportwagen-Weltmeisterschaft für das Team von Peugeot. Ab 1992 startete er in der Deutschen Tourenwagen-Meisterschaft (DTM) für das Team AMG-Mercedes und im Jahr 1993 wechselte er innerhalb der Serie zu Opel, bevor er 1994 sein eigenes Team gründete. Sein letzter Einsatz als aktiver Fahrer war am 15. Oktober 1995 beim DTM-Saisonfinale in Hockenheim auf einem Opel Calibra. Ihm zu Ehren gab es vom Opel Calibra neben dem DTM-Sondermodell auch eine auf 1000 Fahrzeuge limitierte Keke-Rosberg-Edition.

## Manager, Rennstallbesitzer und TV-Kommentator
Als Manager platzierte Keke Rosberg seine finnischen Landsleute JJ Lehto und Mika Häkkinen als Fahrer in der Formel 1. Bis März 2002 arbeitete Rosberg als Manager von Häkkinen, der mit McLaren-Mercedes zweimal die Formel-1-Weltmeisterschaft gewann.
Heute ist er darüber hinaus als Besitzer des Rennstalls Team Rosberg in der DTM und Formel-3-Euroserie aktiv.
Mit dem Start der Formel-1-Weltmeisterschaft 2008 wurde Keke Rosberg als Nachfolger Hans-Joachim Stucks Formel-1-Experte beim Münchener Pay-TV-Sender Sky. Seit April 2009 ist Keke Rosberg auch Botschafter für den Nürburgring. Er repräsentiert als solcher weltweit die Traditionsrennstrecke und ihre Angebote.

## Privates
Keke Rosberg ist seit 1983 mit seiner Frau Sina verheiratet. Der gemeinsame Sohn Nico (* 1985) ist ebenfalls Rennfahrer und startete von 2006 bis 2016 in der Formel 1, in der er 2016 auch Weltmeister wurde.
Rosberg spricht Finnisch, Englisch und Deutsch.

## Statistik

### Statistik in der Automobil-/Formel-1-Weltmeisterschaft
Diese Statistik umfasst alle Teilnahmen des Fahrers an der Formel-1-Weltmeisterschaft, die bis 1980 als Automobil-Weltmeisterschaft bezeichnet wurde.

#### Grand-Prix-Siege
| - 1982 Großer Preis der Schweiz (Dijon-Prenois) - 1983 Großer Preis von Monaco (Monte Carlo) - 1984 Großer Preis der USA (Dallas) | - 1985 Großer Preis der USA Ost (Detroit) - 1985 Großer Preis von Australien (Adelaide) |

#### Einzelergebnisse
| Saison | 1   | 2   | 3    | 4    | 5   | 6   | 7   | 8   | 9   | 10  | 11  | 12  | 13   | 14  | 15  | 16 |
| ------ | --- | --- | ---- | ---- | --- | --- | --- | --- | --- | --- | --- | --- | ---- | --- | --- | -- |
| 1978   |     |     |      |      |     |     |     |     |     |     |     |     |      |     |     |    |
|        |     | DNF | DNPQ | DNPQ | DNQ | DNQ | 15  | 16  | 17  | 10  | NC  | DNF | DNPQ | DNF | NC  |    |
| 1979   |     |     |      |      |     |     |     |     |     |     |     |     |      |     |     |    |
|        |     |     |      |      |     |     | 9   | DNF | DNF | DNF | DNF | DNF | DNQ  | DNF |     |    |
| 1980   |     |     |      |      |     |     |     |     |     |     |     |     |      |     |     |    |
| 3      | 9   | DNF | DNF  | 7    | DNQ | DNF | DNQ | DNF | 16  | DNQ | 5   | 9   | 10   |     |     |    |
| 1981   |     |     |      |      |     |     |     |     |     |     |     |     |      |     |     |    |
| DNF    | 9   | DNF | DNF  | DNF  | DNQ | 12  | DNF | DNF | DNQ |     | DNQ | DNQ | DNQ  | 10  |     |    |
| 1982   |     |     |      |      |     |     |     |     |     |     |     |     |      |     |     |    |
| 5      | DSQ | 2   |      | 2    | DNF | 4   | DNF | 3   | DNF | 5   | 3   | 2   | 1    | 8   | 5   |    |
| 1983   |     |     |      |      |     |     |     |     |     |     |     |     |      |     |     |    |
| DSQ    | DNF | 5   | 4    | 1    | 5   | 2   | 4   | 11  | 10  | 8   | DNF | 11  | DNF  | 5   |     |    |
| 1984   |     |     |      |      |     |     |     |     |     |     |     |     |      |     |     |    |
| 2      | DNF | 4   | DNF  | 6    | 4   | DNF | DNF | 1   | DNF | DNF | DNF | 8   | DNF  | DNF | DNF |    |
| 1985   |     |     |      |      |     |     |     |     |     |     |     |     |      |     |     |    |
| DNF    | DNF | DNF | 8    | 4    | 1   | 2   | DNF | 12* | DNF | DNF | DNF | 4   | 3    | 2   | 1   |    |
| 1986   |     |     |      |      |     |     |     |     |     |     |     |     |      |     |     |    |
| DNF    | 4   | 5*  | 2    | DNF  | 4   | DNF | 4   | DNF | 5*  | DNF | 9*  | 4   | DNF  | DNF | DNF |    |

| Legende  | Legende            | Legende                                                          |
| Farbe    | Abkürzung          | Bedeutung                                                        |
| -------- | ------------------ | ---------------------------------------------------------------- |
| Gold     | –                  | Sieg                                                             |
| Silber   | –                  | 2. Platz                                                         |
| Bronze   | –                  | 3. Platz                                                         |
| Grün     | –                  | Platzierung in den Punkten                                       |
| Blau     | –                  | Klassifiziert außerhalb der Punkteränge                          |
| Violett  | DNF                | Rennen nicht beendet (did not finish)                            |
| Violett  | NC                 | nicht klassifiziert (not classified)                             |
| Rot      | DNQ                | nicht qualifiziert (did not qualify)                             |
| Rot      | DNPQ               | in Vorqualifikation gescheitert (did not pre-qualify)            |
| Schwarz  | DSQ                | disqualifiziert (disqualified)                                   |
| Weiß     | DNS                | nicht am Start (did not start)                                   |
| Weiß     | WD                 | zurückgezogen (withdrawn)                                        |
| Hellblau | PO                 | nur am Training teilgenommen (practiced only)                    |
| Hellblau | TD                 | Freitags-Testfahrer (test driver)                                |
| ohne     | DNP                | nicht am Training teilgenommen (did not practice)                |
| ohne     | INJ                | verletzt oder krank (injured)                                    |
| ohne     | EX                 | ausgeschlossen (excluded)                                        |
| ohne     | DNA                | nicht erschienen (did not arrive)                                |
| ohne     | C                  | Rennen abgesagt (cancelled)                                      |
| ohne     | keine WM-Teilnahme |                                                                  |
| sonstige | P/fett             | Pole-Position                                                    |
| sonstige | 1/2/3/4/5/6/7/8    | Punktplatzierung im Sprint-/Qualifikationsrennen                 |
| sonstige | SR/kursiv          | Schnellste Rennrunde                                             |
| sonstige | *                  | nicht im Ziel, aufgrund der zurückgelegten Distanz aber gewertet |
| sonstige | ()                 | Streichresultate                                                 |
| sonstige | unterstrichen      | Führender in der Gesamtwertung                                   |

### Le-Mans-Ergebnisse
| Jahr | Team                 | Fahrzeug    | Teamkollege           | Teamkollege    | Platzierung | Ausfallgrund    |
| ---- | -------------------- | ----------- | --------------------- | -------------- | ----------- | --------------- |
| 1991 | Peugeot Talbot Sport | Peugeot 905 | Pierre-Henri Raphanel | Yannick Dalmas | Ausfall     | Schalthydraulik |

### Einzelergebnisse in der Sportwagen-Weltmeisterschaft
| Saison | Team                 | Rennwagen   | 1   | 2   | 3   | 4   | 5   | 6   | 7   | 8   | 9   |
| ------ | -------------------- | ----------- | --- | --- | --- | --- | --- | --- | --- | --- | --- |
| 1983   | Canon Racing         | Porsche 956 | MON | SIL | NÜR | LEM | SPA | FUJ | KYA |     |     |
| 1983   | Canon Racing         | Porsche 956 | 3   |     |     |     |     |     |     |     |     |
| 1990   | Peugeot Talbot Sport | Peugeot 905 | SUZ | MON | SIL | SPA | DIJ | NÜR | DON | MOT | MEX |
| 1990   | Peugeot Talbot Sport | Peugeot 905 |     |     |     |     |     |     |     | DNF | 13  |
| 1991   | Peugeot Talbot Sport | Peugeot 905 | SUZ | MON | SIL | LEM | NÜR | MAG | MEX | AUT |     |
| 1991   | Peugeot Talbot Sport | Peugeot 905 | DNF | DNF | DNF | DNF | DNF | 1   | 1   | DNF |     |

## Trivia
Rosberg war aber nicht nur erfolgreicher Rennfahrer, sondern auch begeisterter Handballspieler, der regelmäßig bei den Alten Herren der SG Walldorf Astoria trainierte. Die Verbindung zur nahe am Hockenheimring gelegenen SG Walldorf Astoria kam wohl durch den Orthopäden und damaligen Formel-1-Rennarzt Norbert Hofmann mit seiner Praxis in Walldorf zustande, der selbst Mitglied bei den Walldorfer Handballern war. Während Rosberg mit den Walldorfer Handballern übers Feld rannte, patrouillierte draußen um die Halle die Security.